# Filiași, Iași
Filiași este un sat în comuna Bălțați din județul Iași, Moldova, România.